# Regionteater Väst
Regionteater Väst är en dans- och teaterinstitution i Västra Götalandsregionen. Teatern bildades 2001 som Västsvenska teater och dans AB genom sammanslagningen av verksamheterna i stiftelserna Bohusläns teater och Älvsborgsteatern (Landstingets Barn- och Ungdomsteater i Älvsborg). Då man upplevde att det fanns en kluven identitet med att använda de tre namnen Västsvenska teater och dans, Bohusläns teater och Älvsborgsteatern och att detta skapade en otydlighet bland besökare och samarbetspartner beslutade man sig för att byta namn till Regionteater Väst 2007.
Teaterns verksamhet är lokaliserad i Uddevalla och Borås. Sedan augusti 2022 är Maria Hägglund VD för bolaget medan det konstnärliga ledarskapet sköts av Peter Elmers för teater och Monika Milocco för dans.
Teatern ägs till 91 procent av Västra Götalandsregionen och till 9 procent av Uddevalla kommun.